# Arhiv Vojvodine
Arhiv Vojvodine (srp. ćir. Архив Војводине, mađ. Vajdasági levéltár, slov. Archív Vojvodiny, rum. Arhivаle Voivodinei, rsn. Архив Войводини) je središnja arhivska ustanova nadležna za prikupljanje informacija o arhivskom gradivu u Vojvodini, autonomnoj pokrajini na sjeveru Srbije. Arhiv Vojvodine osnovan je 1926. godine kao Državni arhiv u Novom Sadu. Prvim arhivarom imenovan je dr. Dimitrije Kirilović, po odluci pomoćnika ministra prosvjete od 5. kolovoza 1926. godine. On je angažirao povjesničara Aleksu Ivića, profesora Pravnog fakulteta u Subotici, da sastavi izvještaj o stanju arhivske građe u Vojvodini. Tijekom Drugog svjetskog rata, dijelovi Novog Sada u Srijemu našli su se u okvirima Nezavisne Države Hrvatske. Tada je zgrada arhiva bila smještena u zgradi Petrovaradinskog magistrata u koju je arhiv ušao 1934. godine. Značajan dio arhivske građe preuzele su tada ustaške vlasti, a dio je prenesen u Beč i privatne kolekcije u Čehoslovačkoj. Značajan dio arhivske građe propao je tada u podrumima Petrovaradinske tvrđave.
Po oslobođenju 1945. godine, Arhiv je smješten u suterenske prostorije palate Dunavske banovine. Od 1951. godine, Arhiv je nosio naziv Državni arhiv AP Vojvodine, a od 1958. godine Istorijski arhiv AP Vojvodine. Današnji naziv dobio je 1970. godine. Povratak ukradenih predmeta je zahtijevao veći prostor, pa je Srpska pravoslavna crkva ustupila Patrijaršijski dvor u Srijemskim Karlovcima, a od 1968. godine i konake manastira Beočin. Zgrada Okružnog zatvora renovirana je tijekom 1988. i 1989. godine i u nju se Arhiv Vojvodine svečano uselio 27. travnja 1989. godine.
Arhiv Vojvodine je za svoj stručni, znanstveni i kulturni doprinos primio nekoliko društvenih priznanja, od kojih se ističu: Orden zasluga za narod – nagrada Predsedništva SFRJ 1986. godine; Zlatna arhiva – nagrada Arhiva Srbije iz fonda Aleksandra Arnautovića, 1999. godine; Iskra kulture – nagrada Zavoda za kulturu Vojvodine, 2006. godine. Arhiv Vojvodine je također odlikovan Sretenjskim ordenom, drugog reda, ukazom predsjednika Republike Srbije 2016. godine, za izvanredne zasluge u očuvanju kulturne i povijesne baštine, povodom 90. obljetnice osnutka i uspješnog rada.

## Vanjske veze
- Službena stranica